# IC 3414
IC 3414 ist eine spiralförmige Zwerggalaxie vom Hubble-Typ SBdm mit ausgedehnten Sternentstehungsgebieten im Sternbild Jungfrau an der Ekliptik. Sie ist schätzungsweise 21 Millionen Lichtjahre von der Milchstraße entfernt und hat einen Durchmesser von etwa 10.000 Lichtjahren. Gemeinsam mit zwölf weiteren Galaxien bildet sie die NGC 4442-Gruppe (LGG 288) und wird unter der Katalognummer VCC 1189 als Mitglied des Virgo-Galaxienhaufens aufgeführt.
Im selben Himmelsareal befinden sich u. a. die Galaxien NGC 4430, NGC 4432, NGC 4453, NGC 4466.
Das Objekt wurde am 8. November 1899 von Arnold Schwassmann entdeckt.